# Jadis (zespół muzyczny)
Jadis – brytyjska grupa muzyczna, grająca rock neoprogresywny. Istnieje od 1989. Jej liderem jest wokalista i gitarzysta Gary Chandler.
Pozostali członkowie:
- Trevor Dawkins – gitara basowa (1989)
- Pete Salmon – klawisze (1989)
- Paul Alwin – perkusja (1989)
- John Jowitt – gitara basowa (1989-1998 i 2000-2006)
- Stevie Christie- perkusja (od 1989)
- Martin Orford – klawisze (1989-1998 i 2000-2006)
- Mike Torr – klawisze (1998-2000)
- Steve Hunt – gitara basowa (1998-2000)

## Dyskografia
- Jadis (L.P.) (1989)
- More Than Meets the Eye (CD) (1992)
- Once Upon a Time (CD E.P.) (1993)
- Across the Water (CD) (1994)
- No Sacrifice (CD E.P.) (1994)
- Once or Twice (CD E.P.) (1996)
- Somersault (CD) (1997)
- As Daylight Fades (live CD) (1998)
- Understand (CD) (2000)
- Racing Sideways (album promocyjny) (2000)
- Medium Rare (CD, (2001)
- Alive Outside (live CD) (2001) (live)
- Fanatic (CD) (2003)
- View From Above (live DVD) (2003)
- The Great Outside (album promocyjny) (2003)
- More Than Meets the Eye reedycja+bonusy) (2005)
- Photoplay (CD) (2006)
- See Right Through You (2012)
- No Fear Of Looking Down (2016)